# Plutoïde
Cet article concerne les planètes naines transneptuniennes. Pour les objets en résonance orbitale 2:3 avec Neptune, voir Plutino.

Place des plutoïdes dans la classification des objets du système solaire.

Un plutoïde est une planète naine transneptunienne du Système solaire.
Le principe de la création d'une catégorie spécifique pour ce type d'objets avait été défini par un vote lors de l'Assemblée générale de l'Union astronomique internationale à Prague le 24 août 2006, mais sans en choisir la terminologie : d'après la résolution 6, relative à Pluton, celle-ci est une « planète naine » et « est identifié[e] comme le prototype d'une nouvelle catégorie d'objets trans-neptuniens ».
L'Union astronomique internationale s'est accordée sur le terme de « plutoïde » comme désignation pour les planètes naines comme Pluton lors d'une réunion de son comité exécutif à Oslo le 11 juin 2008.

## Définition
Officiellement, « [les] plutoïdes sont des objets célestes en orbite autour du Soleil à un demi-grand axe supérieur à celui de Neptune qui possèdent une masse suffisante pour que leur gravité l'emporte sur les forces de cohésion du corps solide et le maintiennent en équilibre hydrostatique (sous une forme presque sphérique) et qui n'ont pas nettoyé leur voisinage ». En résumé, il s'agit donc simplement d'une planète naine transneptunienne.

## Propositions de dénomination officielle
Selon la première proposition de l'Union astronomique internationale, le terme soumis au vote devait être « un pluton » (avec un p minuscule), défini comme une planète (dans la nomenclature alors proposée) dont la période de révolution autour du Soleil dépasse 200 années juliennes. Le terme « pluton » n'a pas suscité d'adhésion lors de l'Assemblée générale de Prague, d'une part parce qu'il est déjà utilisé en géologie pour désigner certaines masses de magma solidifiées, d'autre part car le mot « Pluton » (avec un P majuscule) désigne le corps céleste lui-même (l'ex-planète, requalifiée en planète naine) dans plusieurs langues européennes, dont le français.
Dans l'introduction de la proposition finale soumise au vote, l'Union astronomique internationale a avancé « objet plutonien » (plutonian object en anglais) précisant que le dictionnaire Merriam-Webster qualifiait de « plutonien » ce qui est « de, relié à, caractéristique de Pluton ». Cette proposition a cependant été rejetée par 186 voix contre 180. Dans les comptes rendus de l'assemblée générale, l'IAU précise enfin qu'elle va mettre en place un processus pour la désignation de ces objets.

## Caractéristiques
Les objets de cette catégorie sont caractérisés par une orbite plus inclinée et plus elliptique que celles des planètes.

## Liste des plutoïdes
À ce jour (août 2016), quatre objets transneptuniens sont reconnus comme planètes naines et donc officiellement considérées comme des plutoïdes par l'Union astronomique internationale :
- Pluton, depuis le 11 juin 2008, découvert en 1930 et qui possède cinq satellites ;
- Éris, depuis le 11 juin 2008[3], qui possède un satellite ;
- Makémaké, depuis le 17 juillet 2008[6], qui possède également un satellite ;
- Hauméa, depuis le 17 septembre 2008[7], qui possède deux satellites.

Cérès, la cinquième planète naine reconnue à ce jour, n'est pas un objet transneptunien, mais un astéroïde de la ceinture principale. C'est l'unique planète naine qui n'est pas un plutoïde.
De nombreux autres objets transneptuniens sont candidats au statut de plutoïde.

## Autres plutoïdes possibles

Illustration de la taille relative, de l'albédo et des couleurs des objets transneptuniens les plus massifs.

Le diagramme illustre la taille approximative des plus grands objets transneptuniens, comprenant Pluton, Charon et Eris. Les autres objets pourront correspondre à la définition s'il est établi qu'ils rencontrent un équilibre hydrostatique. Quelques corps célestes de la ceinture de Kuiper sont également d'éventuels candidats.

### Plutoïdes potentiels
- Objets épars ou détachés
  - (90377) Sedna, entre 1 500  et   1 800 km de diamètre, peut-être dans le nuage d'Oort
  - (225088) Gonggong entre 875  et   1 400 km de diamètre.

- Objets massifs de la ceinture de Kuiper
  - (50000) Quaoar, entre 1 200  et   1 290 km de diamètre, cubewano, possède un satellite
  - (90482) Orcus, entre 900  et   1 500 km de diamètre, plutino, possède un satellite
  - (28978) Ixion, entre 570  et   1 065 km de diamètre, plutino
  - (38628) Huya, environ 480 km de diamètre, plutino
  - (20000) Varuna, entre 980  et   1 015 km de diamètre, cubewano
  - (55565) Aya entre 790  et   975 km de diamètre, cubewano
  - (84522) 2002 TC302 entre 710  et   1 200 km de diamètre,
  - (55636) 2002 TX300 entre 709  et   800 km de diamètre, cubewano

- Voir aussi : Liste de planètes naines potentielles